# Pistolet maszynowy Zastava M49
Zastava M49 – jugosłowiański pistolet maszynowy na nabój 7,62 mm TT produkowany na przełomie lat 40. i 50. XX wieku.
Zastava M49 łączy rozwiązania zastosowane w pistoletach maszynowych PPSz i M1938. Z PPSz przejęto mechanizm spustowy i gniazdo magazynka, natomiast kształt komory zamkowej, zamka, oraz bezpiecznik są wzorowane na zastosowanych w pm Beretta M1938. Produkcję pm Zastava M49 zakończono w połowie lat 50., kiedy zastąpił go pm Zastava M56 wzorowany na niemieckim pm MP 40. Podobnie jak M56, Zastava M49 była od lat 60. zastępowana przez karabiny szturmowe Zastava M64 i M64A/B. W latach 90., po wybuchu na terenie rozpadającej się Jugosławii szeregu wojen domowych, zmagazynowane pm Zastava M49 ponownie trafiły do uzbrojenia i były używane w walkach przez wszystkie strony konfliktu.

## Opis
Pistolet maszynowy M49 był indywidualną bronią samoczynno-samopowtarzalną. Automatyka broni oparta na zasadzie odrzutu zamka swobodnego. Ryglowanie odbywa się masą swobodnego zamka, podpartego sprężyną powrotną. Strzelanie z zamka otwartego. Przełącznik rodzaju ognia wewnątrz osłony spustu, przetykowy bezpiecznik przed osłoną spustu. Zasilanie broni z magazynka łukowego pojemności 35 nabojów, rozmieszczonych w szachownicę (magazynek wymienny z PPSz). Przyrządy celownicze składają się z muszki w osłonie i celownika przerzutowego. Lufa otoczona cylindryczną, perforowana osłoną. Końcowy odcinek osłony lufy tworzy urządzenie wylotowe pełniące rolę hamulca wylotowego i osłabiacza podrzutu. Łoże połączone z kolbą poprzez integralny chwyt pistoletowy, drewniane.